# John Brown (abolitionist)

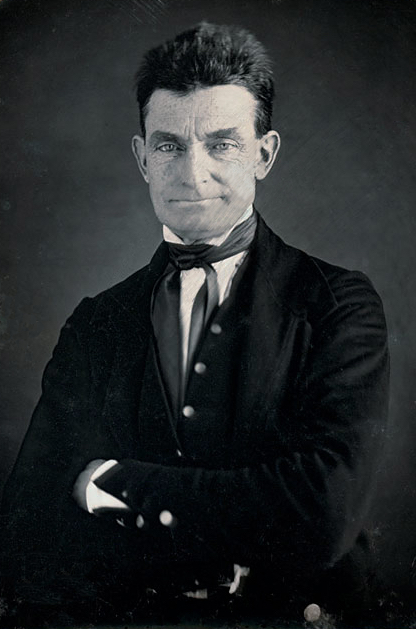
John Brown

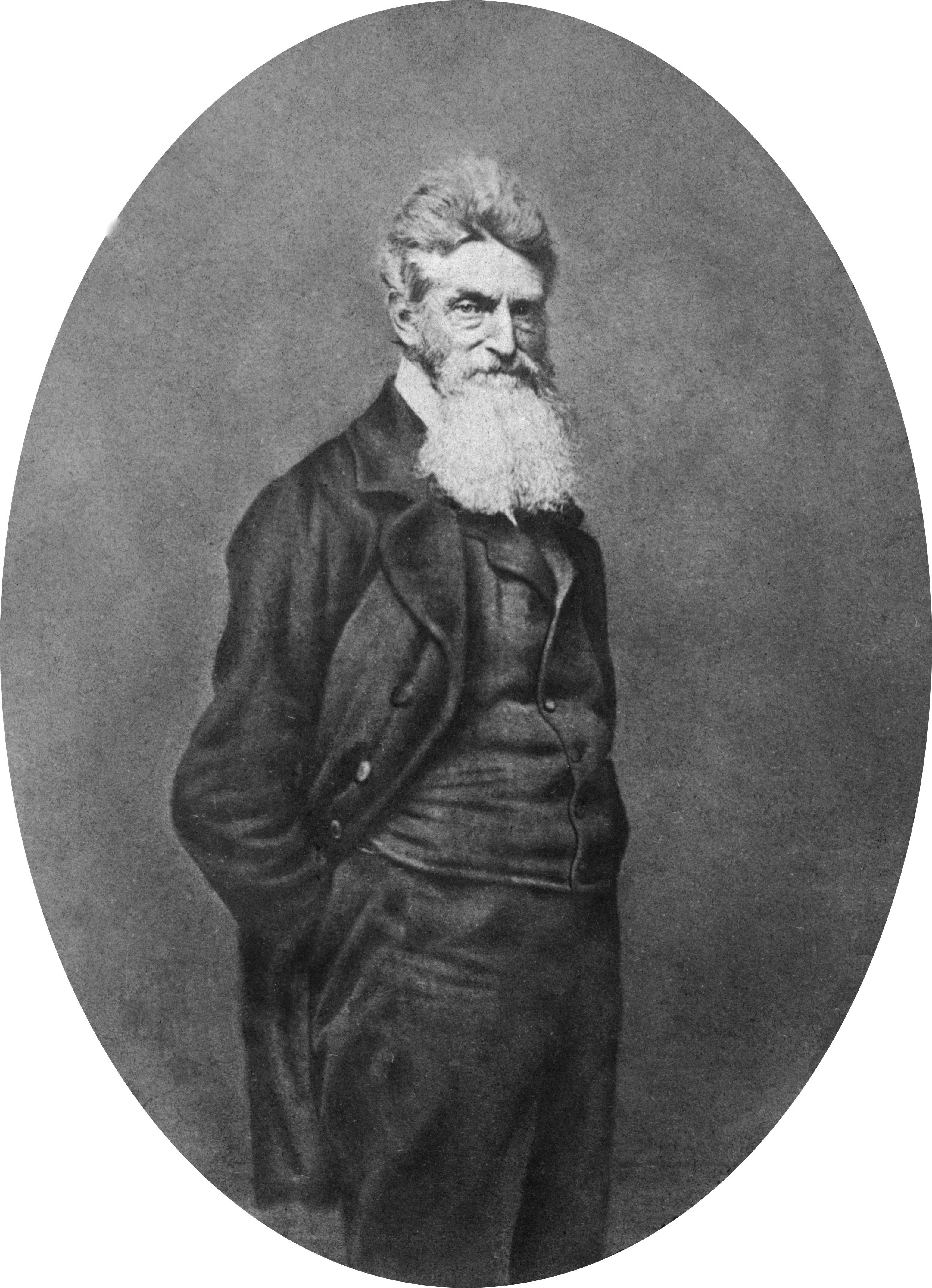
John Brown in 1859

John Brown (Torrington (Connecticut), 9 mei 1800 - Charles Town (Virginia), 2 december 1859) was een Amerikaanse militante strijder tegen de slavernij in de VS. In 1859 werd hij opgehangen naar aanleiding van een mislukte poging een slavenopstand te starten.

## Leven

### Jonge jaren
Brown werd in Connecticut geboren maar bracht het merendeel van zijn jeugd door in Ohio. Hij studeerde kortstondig in Massachusetts en Connecticut, om daarna terug te keren naar Ohio. In 1820 huwde hij Dianthe Lusk met wie hij 7 kinderen zou hebben. In 1833 huwde hij, één jaar na de dood van zijn eerste vrouw, met Mary Ann Day die 17 jaar jonger was dan hijzelf. Met zijn tweede vrouw had Brown nog eens 13 kinderen. Vanaf 1837 zette hij zich intensief in voor de afschaffing van de slavernij in de Verenigde Staten, onder andere via een onderwijsprogramma voor jonge zwarten.

### Kansas
In 1855 vertrok Brown met enkele van zijn zoons naar Kansas, waar een strijd gaande was tussen pro- en anti-slavernij fracties om controle van het territorium. Deze strijd (Bleeding Kansas) zou beslissend zijn voor de vraag of Kansas als slavenstaat of vrije staat zou toetreden tot de Unie. Brown leidde een groep abolitionisten tegen de groep van pro-slavernij militanten die vanuit Missouri opereerde. In mei 1856 vergolden Brown en zijn groep de moord op abolitionisten in Lawrence (Kansas), door nabij Pottawatomie Creek 5 militanten te vermoorden. Deze daad leverde Brown nationale bekendheid op.
Nadat verkiezingen in Kansas uiteindelijk het territorium slavenvrij maakten, keerde Brown terug en maakte hij plannen om een gewapende opstand onder slaven in de zuidelijke staten van de VS te beginnen. Hij zamelde geld in, onder meer bij Gerrit Smith, om wapens en munitie te verschaffen en verzamelde een groep mannen om zich heen om zijn plan tot uitvoer te brengen.

### Harpers Ferry
Brown huurde een boerderij nabij Harpers Ferry (Virginia, nu in West Virginia) met als doel een wapenopslagplaats van het Amerikaanse leger te veroveren. Met slechts 21 manschappen, veel minder dan Brown had gehoopt, viel de groep op 16 oktober 1859 de opslagplaats aan en nam hij het stadje Harpers Ferry in. Zijn plan was de wapens en munitie in de opslagplaats onder slaven uit te delen, en een opstand te ontketenen, beginnend in Virginia. Nieuws over de aanval bereikte Washington D.C. de volgende dag waarna een eenheid mariniers onder bevel van Robert E. Lee samen met lokale milities Brown en zijn mannen omsingelde. Een kort treffen volgde waarbij tien van Browns manschappen (inclusief 2 van zijn zoons) om het leven kwamen. Zeven anderen, waaronder Brown zelf, werden gevangengenomen.
John Brown werd vervolgens berecht en schuldig bevonden aan verraad en ter dood veroordeeld. Zijn proces werd wijdverbreid verslagen door de (noordelijke) media. Brown werd verschillend afgedaan als een martelaar voor de zwarte slaven of als Amerika's eerste terrorist. Frederick Douglass, de welbekende zwarte abolitionist, keurde zijn gewelddadige methodes af terwijl anderen hem afschilderden als een held.
Op 2 december 1859 werd Brown geëxecuteerd door middel van ophanging.

## Polarisatie
Browns militante strijd tegen de slavernij en zijn terechtstelling polariseerde de meningen in het land over de slavernij verder. Minder dan twee jaar na zijn executie brak de Amerikaanse Burgeroorlog uit en soldaten van de noordelijke Unie zongen soms voor zij een veldslag aangingen het lied John Brown's Body dat ter ere van Brown was geschreven.